# 王艺宸
王艺宸（1997年8月12日—），中國演员、时装设计师，出生于广东深圳。

## 经历
2016年5月22日，王艺宸首次出镜，参与广西旅游微TV《慢步》的录制，同時负责节目全程文案撰稿和旁白配音。
2016年6月22日，拍摄背景为英国古墓地的《Tomb Lover》。
2016年7月8日，被美国媒体评为“二十一世纪亚洲最神秘面孔”。
2016年7月21日，代言ROSA珠宝私人定制系列大片。
2016年8月11日，王艺宸宣布正式创立个人品牌Yc Rasoleli